# Vibeke Skofterud
Vibeke Westbye Skofterud (Askim, 20 de abril de 1980-Tromøya, 29 de julio de 2018) fue una deportista noruega que compitió en esquí de fondo. Era públicamente lesbiana.
Participó en dos Juegos Olímpicos de Invierno, obteniendo una medalla de oro en Vancouver 2010, en la prueba de relevo (junto con Therese Johaug, Kristin Størmer Steira y Marit Bjørgen), y el octavo lugar en Salt Lake City 2002, en los 30 km.
Ganó cuatro medallas en el Campeonato Mundial de Esquí Nórdico entre los años 2006 y 2011.
Se retiró de la competición en 2014. Falleció en julio de 2018, a los 38 años, en una accidente mientras conducía una moto náutica.

## Palmarés internacional
| Juegos Olímpicos   | Juegos Olímpicos       | Juegos Olímpicos  | Juegos Olímpicos |
| Año                | Lugar                  | Medalla           | Prueba           |
| ------------------ | ---------------------- | ----------------- | ---------------- |
| 2010               | Vancouver (Canadá)     | Medalla de oro    | Relevo 4 × 5 km  |
| Campeonato Mundial |                        |                   |                  |
| Año                | Lugar                  | Medalla           | Prueba           |
| 2003               | Val di Fiemme (Italia) | Medalla de plata  | Relevo 4 × 5 km  |
| 2005               | Oberstdorf (Alemania)  | Medalla de oro    | Relevo 4 × 5 km  |
| 2007               | Sapporo (Japón)        | Medalla de bronce | Relevo 4 × 5 km  |
| 2011               | Oslo (Noruega)         | Medalla de oro    | Relevo 4 × 5 km  |